# Underground 6
Underground 6 es un EP de la banda estadounidense de nü metal Linkin Park, lanzado en el 5 de diciembre de 2006, el álbum contiene 6 pistas.

## Lista de canciones
Todas las canciones escritas y compuestas por Linkin Park. 
| N.º   | Título                         | Duración |  |
| 1.    | «Announcement Service Public»  | 2:22     |  |
| 2.    | «Qwerty»                       | 3:21     |  |
| 3.    | «Qwerty» (En Vivo)             | 3:54     |  |
| 4.    | «Pushing Me Away» (En Vivo)    | 3:30     |  |
| 5.    | «Breaking The Habit» (En Vivo) | 5:20     |  |
| 6.    | «Reading My Eyes» (En Vivo)    | 3:17     |  |
| 24:12 |                                |          |  |

## Announcement Service Public
Announcement Service Public es una introducción al álbum, también como un instrumental tocado en sintetizador, batería, guitarra y sampler.
- Datos: Q2015872